# Izvir, Brežice
Izvir este o localitate din comuna Brežice, Slovenia, cu o populație de 18 locuitori.